# 大伴東人
大伴 東人（おおとも の あずまひと/あずまんど）は、奈良時代の貴族・歌人。大伴真広の子とする系図がある。官位は従五位下・弾正弼。

## 経歴
天平12年（740年）聖武天皇の東国行幸に従駕し、美濃国当伎郡の多芸行宮で詠んだ和歌が『万葉集』に採録されている。
天平宝字2年（758年）淳仁天皇の即位に伴って従五位下に叙爵。天平宝字5年（761年）武部少輔、天平宝字7年（763年）少納言と淳仁朝で京官を歴任する。
称徳朝に入ると任官記録が途絶えるが、称徳朝末の神護景雲4年（770年）6月に散位助に任ぜられ、称徳天皇崩御後の8月には周防守に任ぜられ地方官に転じる。
光仁朝の宝亀5年（774年）弾正弼に任ぜられ京官に復している。

## 官歴
『続日本紀』による。
- 時期不詳：正六位上
- 天平宝字2年（758年） 8月1日：従五位下
- 天平宝字5年（761年） 10月1日：武部少輔
- 天平宝字7年（763年） 正月9日：少納言
- 神護景雲4年（770年） 6月3日：散位助。8月22日：周防守
- 宝亀5年（774年） 3月5日：弾正弼